# Stefan Napieralski
Stefan Napieralski ps. „Jacyna” (ur. 5 września 1896, zm. 10 marca 1960) – kapitan Wojska Polskiego i Armii Krajowej.

## Życiorys
Stefan Napieralski urodził się w Baranowie, a rodzicami byli Władysław, mistrz kowalski oraz Weronika z domu Marcinkowska, którzy związek małżeński zawarli w 1895. Naukę ukończył w poznańskim gimnazjum. Podczas I wojny światowej wcielony został do armii niemieckiej z którą walczył na froncie wschodnim. Kiedy Niemcy skapitulowali przyjechał do Poznania. Do Wojska Polskiego wstąpił w maju 1919 w stopniu podporucznika, a w którym otrzymał przydział do intendentury poznańskiego garnizonu. Później przeniesiono go do Grodna, następnie był w Brześciu by ostatecznie dotrzeć do 83 pułku piechoty stacjonującego w Kobryniu. W pułku otrzymał awans na stopień porucznika ze starszeństwem z dnia 1 czerwca 1921 i wyznaczony na stanowisko płatnika. W 1936 przeszedł w stan spoczynku.
W czasie trwania Kampanii wrześniowej na poznańskich Winiarach uczestniczył w działalności Straży Obywatelskiej. Później był jednym z współtwórców Wojskowej Organizacji Zbrojnej oraz Polskiego Wojska Ochotniczego, która przyjęła skróconą nazwę Wojsko Ochotnicze. W ostatnim miesiącu 1939 na terenie Poznania zostało utworzone przez podziemne organizacje Wojsko Ochotnicze Ziem Zachodnich w którym Napieralski do czerwca 1940 pełnił funkcję szefa sztabu. Od połowy 1940 do końca 1941 dowodził tą organizacją. W połowie 1942 wyjechał z Poznania i zamieszkał w Miechowie, gdzie przebywał do lutego 1945. Pracował tam pod nazwiskiem Stefan Kaczmarek w miejscowym starostwie powiatowym. Przybierając pseudonim „Kowalski” należał także do Inspektoratu Miechów AK.
Wiosną 1945 otrzymał powołanie w stopniu kapitana do ludowego Wojska Polskiego i przydziałem na oficera szkoleniowego.
Od 1945 do 1949 we Wrocławiu w Centrali Handlowej pracował na stanowisku księgowego, a później w poznańskim Oddziale Okręgowym Centrali Mleczarsko–Jajczarskiej. W 1953 przeszedł na rentę. Zmarł 10 marca 1960 i został pochowany w Poznaniu na cmentarzu Winiarskim.

## Życie prywatne
Jego żoną była Wanda Legenza z którą miał córkę Alinę (1930-56).